# Biệt động Sài Gòn (phim truyền hình)
Biệt động Sài Gòn là một bộ phim truyền hình Việt Nam thuộc thể loại chiến tranh và tâm lý xã hội được phát sóng lần đầu tiên vào năm 1985. Bối cảnh bộ phim lấy từ sự kiện Tết Mậu Thân năm 1968 diễn ra tại Sài Gòn. 
Đây là bộ phim đầu tiên cũng như là duy nhất của nền Điện ảnh Việt Nam tái hiện lại những cuộc chiến nổi bật của Lực lượng Đặc công Quân Giải phóng miền Nam (hay Biệt động Sài Gòn) trong sự kiện Tết Mậu Thân chống lại Việt Nam Cộng hòa và Hoa Kỳ.
Khi được công chiếu lần đầu vào năm 1985, phim đã gây sốt toàn rạp phim Việt Nam thời điểm ấy. Bộ phim được sản xuất bởi Xưởng phim truyện Việt Nam và bắt đầu bấm máy năm 1982. Kịch bản phim do Lê Phương và Nguyễn Thanh chịu trách nhiệm thực hiện. Phim bao gồm 4 tập:
- Tập 1: Điểm hẹn
- Tập 2: Tĩnh lặng
- Tập 3: Cơn giông
- Tập 4: Trả lại tên cho em

## Tên gọi
Đạo diễn Long Vân từng chia sẻ rằng ông để tên tác phẩm ban đầu là "Thiên thần ra trận", nhưng khi ấy Tổng Bí thư Nguyễn Văn Linh (lúc đó ông là Bí thư Thành ủy TP. HCM) đã góp ý đổi tên thành Biệt động Sài Gòn để "cho đúng với thực tế đã diễn ra, thiên thần làm sao lập được chiến công như những chiến sĩ biệt động". Thấy ý kiến hợp lí, Long Vân đã quyết định đổi tên tác phẩm của mình sau khi quay xong tập 1.

## Nội dung
Biệt động Sài Gòn nói về những cuộc đấu trí căng thẳng của các chiến sĩ tình báo trong đô thành Sài Gòn vào những năm 1960. Trong đó, nổi bật nhất là "Trùm tình báo" Tư Chung (do Quang Thái thủ vai) là Tư lệnh trưởng Đội Biệt Động Sài Gòn, mật hiệu F8 và chiến sĩ tình báo Ngọc Mai (Hà Xuyên), mật hiệu Z20 cùng sát cánh bên nhau đóng kịch làm hai vợ chồng quản lí Hãng sơn Đông Á, ngày ngày chạm trán với nhiều tướng tá Cảnh sát và Quân đội Sài Gòn. Tuy nhiên, vẫn còn một chiến sĩ khác là Huyền Trang (Thanh Loan) phải làm một ni cô trong chùa để đảm bảo hoạt đông tình báo của đội, che mắt địch. Ngoài các chiến sĩ tình báo cốt lõi, còn có nhiều chiến sĩ Biệt động bất chấp hiểm nguy như Sáu Tâm (Thương Tín), Năm Hòa (Bùi Cường), Ngọc Lan (Thúy An) hoạt động trong nội thành Sài Gòn, góp phần cho cuộc Tổng tiến công và nổi dậy Xuân Mậu Thân 1968.
- Tuy bộ phim chỉ vỏn vẹn 4 tập, nhưng tác phẩm có nhiều cảnh quay để lại ấn tượng sâu đậm. Đó là cảnh tra tấn ni cô Huyền Trang, được đoàn phim sáng tạo nên từ lời kể của những chiến sĩ cách mạng bị giam cầm ở nhà tù Côn Đảo. Cảnh Sáu Tâm (Thương Tín) nhảy cầu, bị địch bắn súng theo, được đạo diễn Long Vân chia sẻ với phóng viên là một cảnh quay khá nguy hiểm bởi vì dưới lòng sông, đoàn làm phim đã giăng thuốc nổ, mỗi khi nhảy xuống sẽ có người giật dây cho thuốc nổ bắn tung nước lên thể hiện đạn bắn xuống nước. [5]

## Diễn viên
Đạo diễn: Long Vân
Kịch bản: Lê Phương, Nguyễn Thanh
Cố vấn nghệ thuật: Đạo diễn Hải Ninh
Cố vấn quân sự: Thiếu tướng Trần Hải Phụng, nguyên Tư lệnh Quân khu Sài Gòn-Gia Định
Thiếu tướng Nguyễn Tư Cường, nguyên Phó Tư lệnh Bộ đội Đặc công Miền
Âm nhạc: NS Hoàng Hiệp
Diễn viên:
- Quang Thái vai Tư Chung
- Hà Xuyên vai Ngọc Mai
- Thanh Loan vai Huyền Trang
- Bùi Cường vai Năm Hòa
- Thương Tín vai Sáu Tâm
- Thúy An vai Ngọc Lan
- Hai Nhất vai Ba Cẩn
- Robert Hải vai Đại tá Mai-kơn (Michael)

Cùng một số diễn viên khác...

## Giải thưởng
| Năm  | Giải thưởng                       | Đề cử              | Nhận giải         | Chú thích   |
| ---- | --------------------------------- | ------------------ | ----------------- | ----------- |
| 1985 | Liên hoan phim Việt Nam lần thứ 7 | Quay phim xuất sấc | Nguyễn Quang Tuấn | [ 7 ] [ 8 ] |